# Ernesto Adolfo de Vasconcelos Chaves
Ernesto Adolfo de Vasconcelos Chaves (Paraíba, 1845 — Belém, 20 de outubro de 1934) foi um advogado, desembargador, jurista e político brasileiro.
Foi presidente da província do Amazonas, nomeado por carta imperial de 19 de setembro de 1885, cumprindo o mandato de 28 de outubro de 1885 a 10 de janeiro de 1887.

## Carreira
Formou-se em Direito em Pernambuco em 1866, advogou, e iniciou a carreira de magistrado como Juiz da Comarca de Bananeiras. Em 1880, assumiu o cargo de Juiz de Direito em Santarém, Pará e, adiante, na Comarca do Guamá. Atuou em diversas Comarcas. Retornou a Santarém, como Desembargador do  Tribunal de Justiça (TJ), e presidiu o TJ, no Pará, aposentando-se no ano de 1892.
Em 1885, foi nomeado presidente da província do Amazonas, em mandato entre 28 de outubro de 1885 a 10 de janeiro de 1887. Após o desligamento da função de presidente de província, assumiu o cargo de Desembargador do Tribunal de Justiça (TJ), e chegou a presidir o TJ, no Pará   mantendo-se em atividade até sua aposentadoria, no ano de 1892.
Mesmo após a aposentadoria, continuou a lecionar, sendo responsável pela disciplina de “Theoria e Prática do Processo” e, no ano de 1927, aos 82 anos de idade, ainda se mantinha como Diretor da Faculdade Livre de Direito do Pará.
Teve atuação decisiva também para a criação de grupo que conformou as bases para a estruturação das entidades jurídicas do estado do Pará, quando agregou um grupo de desembargadores, com os quais constituiu o “Instituto Teixeira de Freitas”, entidade que criou as bases para a fundação, nos anos seguintes, e com os mesmos colegas desembargadores, da Faculdade Livre de Direito do Pará (embrião da Faculdade de Direito da Universidade Federal do Pará, Instituto de Ciências Jurídicas da Universidade Federal do Pará), cuja edificação foi instalada em 1901.